# Bäst i test England
Bäst i test England, originalets titel: Taskmaster, är ett brittiskt lekprogram i TV som utvecklats av komikern Alex Horne. Programformatet har exporterats till flera olika länder, bland annat till Sverige som Bäst i test. Bäst i test England hade premiär 2015 på TV-kanalen Dave.

## Format
I varje säsong av programmet medverkar fem gäster som får olika uppdrag att utföra, och utförandet filmas. Senare samlas deltagarna i ett studioinspelat avsnitt med publik där komikern Greg Davies har rollen som the Taskmaster, alltså programledare och enväldig domare. Till sin hjälp har han en assistent, komikern Alex Horne, som är med när uppdragen utförs och tar tid samt kan vara behjälplig som passiv aktör i vissa uppdrag. Några av uppdragen är lagtävlingar. Eftersom det är fem tävlande blir det ett tvåmannalag och ett tremannalag som tävlar. Lagen delas upp på samma sätt genom hela säsongen. 
I studioavsnittet samlas deltagarna och pratar om uppgiften och utförandet, som poängsätts av the Taskmaster. I varje avsnitt tävlar de om saker som deltagarna tagit med sig för att uppfylla en kategori, till exempel "Bästa sak som har ett gäng lager" eller liknande vilket också är det första uppdraget. Den som har flest poäng efter hela serien vinner från och med serie två en gyllene byst av the Taskmaster. Första säsongens vinnare, Josh Widdicombe, fick ett karatetävlingspris eftersom bysten inte introducerats.
Efter fem säsonger gjorde de fem vinnarna upp i Testarnas mästare, i original Champions of Champions, med samma upplägg men bara två avsnitt. Den traditionen har fortsatt med ett specialavsnitt efter var femte säsong. Inför varje nyår spelas också ett specialavsnitt in med komiker men också större inslag av andra kändisar. 
Det är Alex Horne som skapat TV-programmet och leder arbetet med att ta fram uppdrag. Han valde att inte vara Taskmaster för att kunna vara mer delaktig vid uppdragens utförande. Davies fick rollen tack vare den auktoritet han utstrålar.

## Historik
Komikern Alex Horne kunde inte vara med i festivalen Edinburgh Festival Fringe år 2009 eftersom han skulle bli far. När hans gode vän Tim Keys vann ett av komikerpriserna skapade han ett eget pris av "avund, ilska och ohälsosam svartsjuka – vilket jag inte är stolt över". Han mejlade 20 komiker om priset som skulle vinnas efter 12 uppdrag på 12 månader. Han började sedan mejla ut uppdragen ett i månaden och insåg snart att det lämpade sig för en show, som han anmälde till Edinburgh Fringe året efter, 2010. Showen blev antagen och finalen för initiativet sattes upp under festivalen.
Därefter försökte Alex Horne att få serien antagen som TV-program och kontaktade flera kanaler innan Dave nappade år 2015, trots att de var tveksamma till att hela säsongen hade samma deltagare, vilket normalt varierade i panelprogram och lekprogram mellan avsnitten. Den större TV-kanalen Channel 4 köpte upp formatet 2019, utan att ändra det. Alex Horne hoppades att en större kanal skulle ge en bredare publik.
Hösten 2024 lanserades spin-offen Junior Taskmaster där barn i åldrarna 9-11 tävlade. Programledare var komikerna Rose Matafeo och Mike Wozniak, i rollerna som Taskmaster respektive sidekick. Formatet skildes så att det är fem nya tävlande i fem program. Två tävlande går vidare till varsin semifinal och vinnarna där går vidare till ett åttonde avsnitt som är final.  

## Taskmaster-formatet i andra länder
Formatet har spelats in olika versioner i flera länder.
| Land               | Titel                    | År    | Sända säsonger          | Kanaler                                                                     | Programledare                                            |
| ------------------ | ------------------------ | ----- | ----------------------- | --------------------------------------------------------------------------- | -------------------------------------------------------- |
| Australien         | Taskmaster Australia     | 2023– | 2                       | Network 10                                                                  | Tom Gleeson Tom Cashman                                  |
| Belgien (Flandern) | Het Grootste Licht       | 2016  | 1                       | VTM (TV-kanal)                                                              | Gert Verhulst Ruth Beeckmaans                            |
| Danmark            | Stormester(dk)           | 2018– | 7                       | TV 2 (Danmark)                                                              | Lasse Rimmer(dk) Mark Le Fevre(dk)                       |
| Finland            | Suurmestari              | 2020– | 6                       | MTV3                                                                        | Jaakko Saariluoma Pilvi Hämäläinen(fi)                   |
| Finland            | Juniori Suurmestari      | 2024  | 1                       | MTV3                                                                        | Jaakko Saariluoma Pilvi Hämäläinen(fi)                   |
| Kanada (Quebec)    | Le Maitre du jeu         | 2022– | 2                       | Noovo                                                                       | Louis Morissette Antoine Vezina                          |
| Kroatien           | Direktor svemira         | 2021  | 1                       | RTL                                                                         | Ivan Saric Luka Petrusic                                 |
| Norge              | Kongen befaler           | 2019– | 11                      | TVNorge Discovery+                                                          | Atle Antonsen (1–6, 8–) Bård Ylvisåker (7) Olli Wermskog |
| Nya Zeeland        | Taskmaster NZ            | 2020– | 4                       | TVNZ 2                                                                      | Jeremy Wells Paul Williams(en)                           |
| Portugal           | Taskmaster               | 2022– | 4                       | RTP1                                                                        | Vasco Palmeirim Nuno Markl                               |
| Spanien            | Dicho y hecho            | 2018  | 1                       | La 1                                                                        | Anabel Alonso José Corbacho                              |
| Sverige            | Bäst i test (TV-program) | 2017– | 10                      | SVT (säsonger 1–7 mellan 2017 och 2023) TV4 (säsonger 8– från och med 2024) | Babben Larsson David Sundin                              |
| Tyskland           | Taskmaster               | 2017  | (Endast pilotavsnittet) | RTL                                                                         | Atze Schröder Carsten van Ryssen                         |
| USA                | Taskmaster               | 2018  | 1                       | Comedy Central                                                              | Reggie Watts Alex Horne                                  |

## Deltagare

### Säsong 1
Första säsongen hade sex avsnitt och visades från 28 juli till och med 1 september 2015 på TV-kanalen Dave. Deltagarna var: 
- Frank Skinner
- Josh Widdicombe
- Roisin Conaty
- Romesh Ranganathan
- Tim Key

I lagtävlingarna tävlade Frank Skinner och Tim Key mot Josh Widdicombe, Roisin Conaty och Romesh Ranganathan. Laguppdelningen motiverades med att summan av åldern på lagdeltagarna var ett hundra, vilket inte stämde.
Vinnaren är gulmarkerad, per avsnitt och totalt.
| Avsnitt | Titel                | Frank Skinner | Josh Widdicombe | Tim Key | Roisin Conaty | Romesh Ranganathan |
| ------- | -------------------- | ------------- | --------------- | ------- | ------------- | ------------------ |
| 1       | Melon buffet         | 19            | 13              | 17      | 7             | 19                 |
| 2       | The pie whisperer    | 9             | 16              | 18      | 21            | 14                 |
| 3       | The poet and the egg | 15            | 22              | 16      | 9             | 22                 |
| 4       | Down an octave       | 14            | 16              | 9       | 9             | 10                 |
| 5       | Little denim shorts  | 20            | 18              | 10      | 14            | 16                 |
| 6       | The last supper      | 16            | 9               | 18      | 8             | 12                 |
|         | Totalt               | 93            | 94              | 88      | 68            | 93                 |

1. ↑  I avsnitt 1 kom Frank och Romesh på delad första plats. Men till sist vann Frank i en tie-break.
2. ↑  I avsnitt 3 kom Josh och Romesh på delad första plats, Josh vann i tie-break.

### Säsong 2
Säsongen hade fem avsnitt och visades från 21 juni till och med 10 juli 2016 på TV-kanalen Dave. Deltagarna var:  
- Doc Brown
- Joe Wilkinson
- Jon Richardson
- Katherine Ryan
- Richard Osman

I lagtävlingarna tävlade Jon Richardson och Richard Osman mot Doc Brown, Joe Wilkinson och Katherine Ryan. Lagen kallades "far och son", på grund av Jons efternamn Richard-son, respektive "30-something", ungefär "30-plus". Vinnaren är gulmarkerad, per avsnitt och totalt.
| Avsnitt | Titel                      | Joe Wilkinson | Doc Brown | Richard Osman | Jon Richardsson | Katherine Ryan |
| ------- | -------------------------- | ------------- | --------- | ------------- | --------------- | -------------- |
| 1       | Fear of failure            | 8             | 9         | 20            | 18              | 17             |
| 2       | Pork is a sausage          | 13            | 18        | 15            | 25              | 19             |
| 3       | A pistachio eclair         | 25            | 21        | 27            | 17              | 30             |
| 4       | Welcome to Rico Face       | 12            | 18        | 5             | 17              | 15             |
| 5       | There's strength in arches | 11            | 12        | 19            | 13              | 13             |
|         | Totalt                     | 69            | 78        | 86            | 90              | 94             |

### Säsong 3
Säsongen hade fem avsnitt och visades från 4 oktober till och med 1 november 2016 på TV-kanalen Dave. Deltagarna var:
- Al Murray
- Dave Gorman
- Paul Chowdhry
- Rob Beckett
- Sara Pascoe

Vinnaren är gulmarkerad, per avsnitt och totalt.
| Avsnitt | Titel                       | Rob Becket | Dave Gorman | Sara Pascoe | Paul Chowdry | Al Murray |
| ------- | --------------------------- | ---------- | ----------- | ----------- | ------------ | --------- |
| 1       | A pea in a haystack         | 15         | 13          | 16          | 8            | 21        |
| 2       | The dong and the gong       | 21         | 17          | 16          | 13           | 18        |
| 3       | Little polythene grief cave | 19         | 21          | 17          | 22           | 9         |
| 4       | A very nuanced character    | 15         | 17          | 14          | 11           | 16        |
| 5       | The F.I.P.                  | 17         | 13          | 9           | 12           | 16        |
|         | Totalt                      | 87         | 81          | 72          | 66           | 80        |

### Säsong 4
Säsongen hade åẗta avsnitt och visades från 25 april till och med 13 juni 2017 på TV-kanalen Dave. Deltagarna var:
- Hugh Dennis
- Joe Lycett
- Lolly Adefope
- Mel Giedroyc
- Noel Fielding

Vinnaren är gulmarkerad, per avsnitt och totalt.
| Avsnitt | Titel                     | Joe Lycett | Lolly Adefope | Hugh Dennis | Noel Fielding | Mel Giedroyc |
| ------- | ------------------------- | ---------- | ------------- | ----------- | ------------- | ------------ |
| 1       | A fat bald white man      | 17         | 13            | 13          | 18            | 16           |
| 2       | Look at me                | 13         | 18            | 17          | 18            | 20           |
| 3       | Hollowing out a baguette  | 19         | 12            | 15          | 19            | 3            |
| 4       | Friendship is truth       | 19         | 15            | 17          | 23            | 24           |
| 5       | Meat                      | 18         | 15            | 21          | 12            | 21           |
| 6       | Spatchcock it             | 14         | 19            | 13          | 15            | 16           |
| 7       | No stars for naughty boys | 20         | 20            | 20          | 19            | 13           |
| 8       | Tony Three Pies           | 16         | 13            | 13          | 20            | 21           |
|         | Totalt                    | 136        | 125           | 129         | 144           | 134          |

1. ↑  I avsnitt 3 kom Joe och Noel på delad första plats. Men till sist vann Joe i en tie-break.
2. ↑  I avsnitt 5 kom Mel och Hugh på delad första plats. Men till sist vann Hugh i en tie-break.
3. ↑  I avsnitt 7 kom Lolly, Joe och Hugh på delad första plats. Men till sist vann Joe i en Tie-break.

### Säsong 5
Säsongen hade åẗta avsnitt och visades från 13 september till och med 1 november 2017 på TV-kanalen Dave. Deltagarna var:
- Aisling Bea
- Bob Mortimer
- Mark Watson
- Nish Kumar
- Sally Phillips

Vinnaren är gulmarkerad, per avsnitt och totalt.
| Avsnitt | Titel                         | Nish Kumar | Bob Mortimer | Sally Phillips | Mark Watson | Aisling Bea |
| ------- | ----------------------------- | ---------- | ------------ | -------------- | ----------- | ----------- |
| 1       | Dignity intact                | 13         | 18           | 14             | 17          | 13          |
| 2       | The leprechaun or the lesbian | 19         | 16           | 20             | 19          | 17          |
| 3       | Phoenix                       | 12         | 17           | 16             | 15          | 13          |
| 4       | Residue around the hoof       | 12         | 21           | 15             | 24          | 24          |
| 5       | A wind-dried puffin.          | 13         | 14           | 14             | 16          | 15          |
| 6       | Spoony Neeson                 | 12         | 18           | 18             | 13          | 17          |
| 7       | Boing boing                   | 12         | 18           | 16             | 15          | 17          |
| 8       | Their water's so delicious    | 14         | 16           | 17             | 11          | 10          |
|         | Totalt                        | 107        | 138          | 130            | 130         | 126         |

1. ↑  I avsnitt 4 kom Mark och Aisling på delad första plats. Men till sist vann Mark i en tie-break.
2. ↑  I avsnitt 6 kom Bob och Sally på delad första plats. Men till sist vann Sally i en tie-break.

### Testarnas mästare
De fem första säsongernas segrare mötte varandra i två specialprogram kallade Testarnas mästare, på engelska Champion of Champions. De sändes 13 och 20 december 2017, totalsegraren, Josh Widdicombe, vann en förgylld statyett av the Taskmasters Greg Davis kropp.
- Bob Mortimer
- Josh Widdicombe
- Katherine Ryan
- Noel Fielding
- Rob Beckett

Vinnaren är gulmarkerad, per avsnitt och totalt.
| Avsnitt | Titel                | Bob Mortimer | Katherine Ryan | Noel Fielding | Josh Widdicombe | Rob Beckett |
| ------- | -------------------- | ------------ | -------------- | ------------- | --------------- | ----------- |
| 1       | Wiley giraffe blower | 11           | 20             | 16            | 19              | 19          |
| 2       | I've sinned again    | 13           | 15             | 16            | 18              | 17          |
|         | Totalt               | 24           | 35             | 32            | 37              | 36          |

### Säsong 6
Säsongen hade tio avsnitt och visades från 2 maj till och med 4 juli 2018 på TV-kanalen Dave. Deltagarna var:
- Alice Levine
- Asim Chaudhry
- Liza Tarbuck
- Russell Howard
- Tim Vine

| Avsnitt | Titel                       | Alice Levine | Asim Chaudhry | Liza Tarbuck | Russell Howard | Tim Vine |
| ------- | --------------------------- | ------------ | ------------- | ------------ | -------------- | -------- |
| 1       | The old soft curved padlock | 18           | 8             | 17           | 18             | 11       |
| 2       | Tarpeters                   | 13           | 13            | 19           | 14             | 14       |
| 3       | One warm prawn              | 6            | 19            | 22           | 16             | 15       |
| 4       | BMXing!                     | 23           | 18            | 20           | 24             | 21       |
| 5       | H                           | 16           | 19            | 25           | 21             | 26       |
| 6       | We met at mealtimes         | 15           | 17            | 20           | 12             | 23       |
| 7       | Roadkill doused in syrup    | 14           | 15            | 17           | 21             | 20       |
| 8       | What kind of pictures?      | 13           | 16            | 17           | 17             | 16       |
| 9       | The Bubble Brothers         | 18           | 12            | 14           | 15             | 16       |
| 10      | He was a different man      | 16           | 22            | 10           | 12             | 13       |
|         | Totalt                      | 152          | 159           | 181          | 170            | 175      |

### Säsong 7
Säsongen hade tio avsnitt och visades från 5 september till och med 7 november 2018 på TV-kanalen Dave. Deltagarna var:
- James Acaster
- Jessica Knappett
- Kerry Godliman
- Phil Wang
- Rhod Gilbert

| Avsnitt | Titel                      | James Acaster | Jessica Knappett | Kerry Godliman | Phil Wang | Rhod Gilbert |
| ------- | -------------------------- | ------------- | ---------------- | -------------- | --------- | ------------ |
| 1       | The mean bean              | 11            | 14               | 20             | 13        | 19           |
| 2       | My eyes are circles        | 16            | 23               | 23             | 19        | 22           |
| 3       | Twelve blush majesty two   | 18            | 15               | 17             | 15        | 9            |
| 4       | OLLIE                      | 17            | 16               | 16             | 12        | 17           |
| 5       | Lotta soup                 | 20            | 25               | 17             | 9         | 18           |
| 6       | A coquettish fascinator    | 19            | 16               | 17             | 17        | 18           |
| 7       | The perfect stuff          | 15            | 18               | 14             | 15        | 21           |
| 8       | Mother honks her horn      | 16            | 19               | 16             | 9         | 20           |
| 9       | The pendulum draws the eye | 14            | 18               | 21             | 11        | 9            |
| 10      | I can hear it gooping      | 19            | 11               | 15             | 13        | 14           |
|         | Totalt                     | 165           | 175              | 176            | 133       | 167          |

### Säsong 8
Säsongen hade tio avsnitt och visades från 8 maj till och med 10 juli 2019 på TV-kanalen Dave. Deltagarna var:
- Iain Stirling
- Joe Thomas
- Lou Sanders
- Paul Sinha
- Sian Gibson

| Avsnitt | Titel                        | Iain Stirling | Joe Thomas | Lou Sanders | Paul Sinha | Sian Gibson |
| ------- | ---------------------------- | ------------- | ---------- | ----------- | ---------- | ----------- |
| 1       | Hello                        | 20            | 12         | 20          | 10         | 16          |
| 2       | A novel about Russian Gulags | 13            | 20         | 21          | 19         | 16          |
| 3       | Stuck in a mammal groove     | 17            | 10         | 19          | 11         | 16          |
| 4       | The barrel dad               | 10            | 15         | 15          | 11         | 15          |
| 5       | Stay humble                  | 21            | 20         | 20          | 14         | 17          |
| 6       | Rock 'n' roll umlaut         | 10            | 14         | 12          | 9          | 15          |
| 7       | This is Trevor               | 10            | 24         | 13          | 13         | 11          |
| 8       | Aquatic sewing machine       | 18            | 7          | 12          | 21         | 8           |
| 9       | I've been a bit ill          | 19            | 16         | 20          | 17         | 16          |
| 10      | Clumpy swayey clumsy man     | 18            | 12         | 12          | 11         | 13          |
|         | Totalt                       | 156           | 150        | 164         | 136        | 143         |

### Säsong 9
Säsongen hade tio avsnitt och visades från 4 september till och med 6 november 2019 på TV-kanalen Dave. Deltagarna var:
- David Baddiel
- Ed Gamble
- Jo Brand
- Katy Wix
- Rose Matafeo

| Avsnitt | Titel                   | David Baddiel | Ed Gamble | Jo Brand | Katy Wix | Rose Matafeo |
| ------- | ----------------------- | ------------- | --------- | -------- | -------- | ------------ |
| 1       | Join Our Cult           | 14            | 16        | 12       | 12       | 17           |
| 2       | Butter In The Microwave | 10            | 19        | 15       | 18       | 15           |
| 3       | Five Miles Per Day      | 17            | 17        | 15       | 23       | 20           |
| 4       | Quisps                  | 12            | 16        | 16       | 11       | 18           |
| 5       | Another Spoon           | 12            | 14        | 19       | 16       | 18           |
| 6       | Bready Bready Bready    | 10            | 19        | 16       | 13       | 14           |
| 7       | A Cuddle                | 14            | 17        | 22       | 24       | 11           |
| 8       | Shaqinahat              | 10            | 20        | 15       | 15       | 17           |
| 9       | Don't Like Them Go Bang | 19            | 17        | 14       | 17       | 17           |
| 10      | Think About The Spirit  | 10            | 12        | 10       | 9        | 12           |
|         | Totalt                  | 128           | 167       | 154      | 158      | 159          |

### Säsong 10
Säsongen hade tio avsnitt och visades från 15 oktober till och med 17 december 2020. Det var första säsongen på TV-kanalen Channel 4, och på grund av restriktioner under den pågående coronaviruspandemin spelades studioavsnitten in utan publik. Deltagarna var:
- Daisy May Cooper
- Johnny Vegas
- Katherine Parkinson
- Mawaan Rizwan
- Richard Herring

| Avsnitt | Svensk titel                               | Originalets titel            | Daisy May Cooper | Johnny Vegas | Katherine Parkinson | Mawaan Rizwan | Richard Herring |
| ------- | ------------------------------------------ | ---------------------------- | ---------------- | ------------ | ------------------- | ------------- | --------------- |
| 1       | Teddybjörnen Testarsson                    | God's Haemorrhoid            | 11               | 10           | 6                   | 8             | 12              |
| 2       | Den högljudda mannen i den höga stolen     | A Documentary About A Despot | 18               | 15           | 19                  | 16            | 19              |
| 3       | Gravitationellt otursförföljd              | Point Of Swindel             | 19               | 17           | 7                   | 14            | 15              |
| 4       | Utmaning utan mottagning                   | Toshwash                     | 19               | 17           | 15                  | 13            | 13              |
| 5       | Statiskt mobilt måleri                     | I Hate Your Trainers         | 24               | 15           | 20                  | 17            | 26              |
| 6       | Tysta drinken börjar nu!                   | Hippopotamus                 | 14               | 19           | 10                  | 22            | 12              |
| 7       | Kassettband, kassaskåp och kassa lösningar | Legit Glass                  | 11               | 16           | 13                  | 16            | 9               |
| 8       | Mordgåta med manusminnesförlust            | Moments Of Silence           | 7                | 12           | 12                  | 10            | 18              |
| 9       | Se upp för dårarna - dörrarna stängs       | Air Horn Andy                | 20               | 9            | 6                   | 18            | 21              |
| 10      | Kakafonisk karaoke                         | Dog Meat Trifle              | 15               | 9            | 10                  | 17            | 17              |
|         |                                            | Totalt                       | 158              | 139          | 118                 | 151           | 162             |

### New Year Treat (2021)
På nyårsdagen 2021 sändes ett specialvsnitt med fem tävlande. Det kallades New Year Treat, ungefär "Nyårsgodis", med underrubriken The fastest duck.
- John Hannah
- Krishnan Guru-Murthy
- Nicola Coughlan
- Rylan Clark-Neal
- Shirley Ballas

Nedan redovisas resultatet i samtliga uppdrag som de tävlande genomförde samt totalsegraren.
| Uppdrag | Uppdragsbeskrivning                                                   | John Hannah | Krishnan Guru-Murthy | Nicola Coughlan | Rylan Clark-Neal | Shirley Ballas |
| ------- | --------------------------------------------------------------------- | ----------- | -------------------- | --------------- | ---------------- | -------------- |
| 1       | Ta med den bästa saken att ha med till en fest                        | 1           | 2                    | 4               | 3                | 5              |
| 2       | Få igenom så stor sak som möjligt genom ett ringmunkshål              | 2           | 3                    | 1               | 5                | 4              |
| 3       | Skulptera scenen som finns på andra sidan väggen                      | 3           | 4                    | 2               | 5                | 1              |
| 4       | Bygg lättaste torn                                                    | 5           | 4                    | 0               | 0                | 3              |
| 5       | Välj ett föremål, om samma väljs som andra tävlande förloras en poäng | –1          | –1                   | –1              | 0                | –1             |
| 6       | Använd det valda föremålet för att slå bollar i ett bad               | 0           | 0                    | 4               | 0                | 5              |
|         | Totalt                                                                | 10          | 12                   | 10              | 13               | 17             |

### Säsong 11
Säsongen hade tio avsnitt och visades från 18 mars till och med 20 maj 2021 på TV-kanalen Channel 4. Deltagarna var:
- Charlotte Ritchie
- Jamali Maddix
- Lee Mack
- Mike Wozniak
- Sarah Kendall

Nedan redovisas resultatet i samtliga avsnitt, samt vinnaren.
| Avsnitt | Svensk tiel                     | Originalets titel               | Charlotte Ritchie | Jamali Maddix | Lee Mack | Mike Wozniak | Sarah Kendall |
| ------- | ------------------------------- | ------------------------------- | ----------------- | ------------- | -------- | ------------ | ------------- |
| 1       | Säg hej till balalajkan         | It's Not Your Fault             | 5                 | 7             | 17       | 17           | 18            |
| 2       | Skräck och ballångest           | The Lure Of the Treacle Puppies | 12                | 13            | 16       | 21           | 17            |
| 3       | Säkerhetskontroll utom kontroll | Run Up A Tree To The Moon       | 11                | 11            | 18       | 13           | 20            |
| 4       | Full rulle med toarulle         | Premature Conker                | 13                | 21            | 7        | 6            | 23            |
| 5       | Den lilla tejpjungfrun          | Slap and Tong                   | 17                | 15            | 12       | 14           | 12            |
| 6       | En förrädisk fis                | Absolute casserole              | 11                | 17            | 13       | 17           | 16            |
| 7       | Den stora babushka-banketten    | You've got no chutzpah          | 9                 | 12            | 22       | 14           | 12            |
| 8       | Säg metronom som ett fån        | An orderly species              | 11                | 16            | 18       | 17           | 12            |
| 9       | Orosmolnen tornar upp sig       | Mr Octopus and Pottyhands       | 20                | 13            | 9        | 18           | 16            |
| 10      | Kopiatorus rex                  | Activate Jamali                 | 16                | 12            | 19       | 17           | 12            |
|         |                                 | Totalt                          | 125               | 137           | 151      | 154          | 158           |

### Säsong 12
Säsongen hade tio avsnitt och visades från 23 september till och med 25 november 2021 på TV-kanalen Channel 4. Deltagarna var:
- Alan Davies
- Desiree Burch
- Guz Khan
- Morgana Robinson
- Victoria Coren Mitchell

Nedan redovisas resultatet i samtliga avsnitt, samt vinnaren.
| Avsnitt | Svensk titel                               | Originalets titel                | Alan Davies | Desiree Burch | Guz Khan | Morgana Robinson | Victoria Coren Mitchell |
| ------- | ------------------------------------------ | -------------------------------- | ----------- | ------------- | -------- | ---------------- | ----------------------- |
| 1       | Saxen och poppsnöret                       | An imbalance in the poppability. | 15          | 16            | 14       | 17               | 12                      |
| 2       | Mount Evetest                              | Oatmeal and death                | 16          | 16            | 20       | 17               | 13                      |
| 3       | Irriterande repeterande kopierande         | The end of the franchise         | 14          | 21            | 14       | 18               | 13                      |
| 4       | Att vara helt ute och cykla                | The customised inhaler           | 21          | 15            | 14       | 13               | 16                      |
| 5       | Tårtbak och baklängesmål                   | Croissants is croissants         | 14          | 8             | 21       | 17               | 10                      |
| 6       | Vovvar och cirklar                         | A chair in a sweet               | 14          | 17            | 19       | 17               | 9                       |
| 7       | Snooker, rör och snokar i rör              | The integrity of the product     | 16          | 17            | 8        | 14               | 18                      |
| 8       | Du får inte undvika att inte missa det här | A couple of Ethels               | 21          | 9             | 21       | 19               | 9                       |
| 9       | Telefonlurendrejerier                      | Nothing matters                  | 11          | 21            | 14       | 18               | 8                       |
| 10      | Saftiga frierier                           | Caring Uncle Minpict             | 19          | 21            | 22       | 18               | 13                      |
|         |                                            | Totalt                           | 161         | 161           | 167      | 168              | 121                     |

### New Years Treat (2022)
På nyårsdagen 2022 sändes för andra gången ett specialavsnitt med fem tävlande. Det kallades New Year Treat, ungefär "Nyårsgodis", med underrubriken Basic recipe 28. Priset var en skulptur av Greg Davies ögonbryn, i guld. Tävlade gjorde:
- Adrian Chiles
- Claudia Winkleman
- Jonnie Peacock
- Lady Leshurr
- Sayeeda Warsi

Nedan redovisas resultatet i samtliga uppdrag som de tävlande genomförde samt totalsegraren.
| Uppdrag | Uppdragsbeskrivning | Adrian Chiles | Claudia Winkleman | Jonnie Peacock | Lady Leshurr | Sayeeda Warsi |
| ------- | --- | ------------- | ----------------- | -------------- | ------------ | ------------- |
| 1       | Till prispotten: Mest förtrollade, otympliga och glänsande sak. | 3             | 1                 | 4              | 5            | 2             |
| 2       | Placera ägget i äggkoppen på det mest vågade sättet. | 5             | 2                 | Diskad         | 3            | 4             |
| 3       | Drick all vinäger. | 5             | 0                 | 4              | 0            | 0             |
| 4       | Ställ in längden på en teleskopisk stång. Förflytta den runt den givna banan. Den som tar sig igenom banan med längst stång vinner- Varje gång den stöter emot något räkans 10 cm bort från vald längd. | 5             | 1                 | 4              | 3            | 2             |
| 5       | Live uppdrag, del 1: Välj en boll. | 4             | 2                 | 3              | 1            | 5             |
| 5       | Live uppdrag, del 2: Gör så att bollen liknar ett av dina medtävlandes huvud. | 4             | 2                 | 3              | 1            | 5             |
| Total   | Total | 22            | 6                 | 15             | 12           | 13            |

### Säsong 13
Säsongen började sändas 14 april 2022 på TV-kanalen Channel 4. Studiosekvenserna spelades in med fulltalig publik, vilket var första gången sedan säsong 9, eftersom coronaviruspandemins restriktioner för folksamlingar gjorde att publiken inte fick samlas. Deltagarna var:
- Ardal O'Hanlon
- Bridget Christie
- Chris Ramsey
- Judi Love
- Sophie Duker

Nedan redovisas resultatet i samtliga avsnitt, samt vinnaren.
| Avsnitt | Originalets titel          | Titel                     | Ardal O'Hanlon | Bridget Christie | Chris Ramsey | Judi Love | Sophie Duker |
| ------- | -------------------------- | ------------------------- | -------------- | ---------------- | ------------ | --------- | ------------ |
| 1       | Ljudet som färgen blå gör  | The noise that blue makes | 10             | 16               | 23           | 10        | 18           |
| 2       | Ping pong-majstång         | Birdy hand finger         | 15             | 16               | 18           | 14        | 13           |
| 3       | Klon av en kon             | I think I've got this     | 11             | 25               | 13           | 16        | 16           |
| 4       | Skoningslös skolösning     | Shoe Who                  | 17             | 16               | 17           | 16        | 16           |
| 5       | Trea med en femma inom tio | Having a little chuckle   | 21             | 11               | 11           | 11        | 13           |
| 6       | Ett drama med mig själv    | The 75th question         | 12             | 9                | 15           | 11        | 15           |
| 7       | Skakad - inte rörd         | Heg                       | 20             | 19               | 19           | 24        | 28           |
| 8       | Prata med en svensk        | You tuper super           | 18             | 20               | 14           | 10        | 19           |
| 9       | Den längsta kopparormen    | It might be wind          | 14             | 7                | 19           | 17        | 13           |
| 10      | Husdrottningarna           | The house queens          | 15             | 18               | 21           | 13        | 22           |
|         |                            | Totalt                    | 153            | 157              | 170          | 142       | 173          |

1. 1 2  Avsnittets vinnare avgjordes med tie-break.

### Testarnas mästare 2022
Den andra Testarnas mästare i original Champion of Champions, var ett avsnitt som sändes 23 juni 2022. Då möttes segrarna från säsongerna 6–10 och de tävlade om en gyllene staty av The Taskmasters Greg Davis kropp. Avsnittet fick tillnamnet "The Alpine Darling".
- Ed Gamble
- Kerry Godliman
- Liza Tarbuck
- Lou Sanders
- Richard Herring

Avsnittet inleddes med att de tävlande fick uppdraget att göra fem heroiska saker på fem sekunder var, och det ska vara färdiginspelat på 20 minuter. Dessa visade sig vara utan tävlan, men användes i vinjetten.
Total vinnare blev Richard Herring, som redovisas totalt och för respektive uppdrag, med vinnaren gulmarkerad.
| Uppdrag | Uppdragsbeskrivning | Ed Gamble | Kerry Godliman | Liza Tarbuck | Lou Sanders | Richard Herring |
| ------- | --- | --------- | -------------- | ------------ | ----------- | --------------- |
| Intro   | Se ut som en mästare genom att göra fem heroiska saker som visas i vinjetten. | 0         | 0              | 0            | 0           | 0               |
| 1       | Pris: Ta med något som får alla att säga "Wow, det där är den mest fantastiska saken". | 5         | 2              | 3            | 1           | 4               |
| 2       | Servera dig själv en druva på det mest genomarbetade viset. | 2         | 4              | 3            | 2           | 5               |
| 3       | Måla en bakgrund på kanvasduken, och gör hål i den, där Alex ska sticka igenom kroppsdelar och skapa något underbart. | 3         | 2              | 5            | 4           | 1               |
| 4       | Se till att få ner badankan i dammen. Stå bakom repet när den förflyttas och utan att flyta repet eller dammen. Snabbast vinner. | 1         | 4              | 3            | 5           | 2               |
| 5       | Studiotävling: Placera antingen fem tegelstenar eller fem ballonger i en väska. Den ska sedan bäras fram till en cirkel och placeras där. Taskmastern ska gissa om det är ballonger eller tegelstenar i väskan. Om han gissar rätt åker deltagaren ut. Den som lyckas lura taskmaster flest gånger vinner. | 0         | 0              | 0            | 0           | 5               |
|         | Totalt | 11        | 12             | 14           | 12          | 17              |

### Säsong 14
Säsongen började sändas 29 september 2022 på TV-kanalen Channel 4. Deltagarna var:
- Dara Ó Briain
- Fern Brady
- John Kearns
- Munya Chawawa
- Sarah Millican

| Avsnitt | Svensk titel                       | Originalets titel                | Dara Ó Briain | Fern Brady | John Kearns | Munya Chawawa | Sarah Millican |
| ------- | ---------------------------------- | -------------------------------- | ------------- | ---------- | ----------- | ------------- | -------------- |
| 1       | Film, fåglar och toarullar         | The chassis, the wings           | 17            | 17         | 11          | 14            | 18             |
| 2       | En enorm storhet                   | Enormous hugeness                | 30            | 14         | 10          | 21            | 16             |
| 3       | Händerna på höften                 | Dafty in the middle              | 17            | 14         | 20          | 11            | 17             |
| 4       | Satsuman i curryn                  | Crumbs in my bralette            | 19            | 15         | 12          | 9             | 22             |
| 5       | Skalpell, tack                     | Chip Biffington                  | 19            | 19         | 23          | 20            | 17             |
| 6       | Långbent hummer                    | Long-legged lobster              | 10            | 6          | 13          | 14            | 19             |
| 7       | 99 röda ballonger                  | The system of endless plates     | 21            | 16         | 18          | 8             | 15             |
| 8       | Det där som fladdermöss gör        | The one that bats do             | 9             | 12         | 6           | 21            | 17             |
| 9       | Kan du vissla, Fern?               | A new business end               | 22            | 23         | 19          | 16            | 18             |
| 10      | Har jag träffat potatisarna förut? | Did I meet these potatoes before | 20            | 8          | 12          | 16            | 15             |
|         |                                    | Totalt                           | 184           | 144        | 144         | 150           | 174            |

### New Years Treat (2023)
På nyårsdagen 2023 sändes för tredje gången ett specialavsnitt med fem tävlande. Det kallades New Year Treat, ungefär "Nyårsgodis", med underrubriken That's a swizz. Priset var en skulptur av Greg Davies ögonbryn, i guld. Tävlade gjorde:
- Amelia Dimoldenberg
- Carol Vorderman
- Greg James
- Mo Farah
- Self Esteem

| Uppdrag | Uppdragsbeskrivning | Amelia Dimoldenberg | Carol Vorderman | Greg James | Mo Farah | Self Esteem |
| ------- | --- | ------------------- | --------------- | ---------- | -------- | ----------- |
| 1       | Prisuppgift: Det som förvånar Greg mest att du äger. | 3                   | 4               | 1          | 5        | 2           |
| 2       | Räkna alla prickar på kortet. Det är inte tillåtet att röra eller göra märken på kortet. När dörrklockan ringer ska du öppna och lyda de instruktioner du får.                                      | 3                   | 4               | 5          | 2        | 1           |
| 3       | Måla av bilden som Alex visar. Du får inte flytta ansiktet. Alex visar bilden i fem sekunder efter att du läst uppgiften, och därefter i tre sekunder varje gång du lyckas slänga en kula i hinken. | 2                   | 1               | 4          | 3        | 4           |
| 4       | Placera så många fiskpellets som möjligt i fiskskålen. Du får inte böja på knän eller höft. | 1                   | 2               | 3          | 5        | 4           |
| 5       | Liveuppgift: Följ Greg's instruktioner. Du ska bara följa en instruktion som inleds med "Greg says".                                                                                                | 5                   | 3               | 1          | 5        | 3           |
| Totalt  | Totalt | 14                  | 14              | 14         | 20       | 14          |

### Säsong 15
Säsongen började sändas 30 mars 2023 på TV-kanalen Channel 4. Deltagarna var:
- Frankie Boyle
- Ivo Graham
- Jenny Eclair
- Kiell Smith-Bynoe
- Mae Martin

I lagtävlingarna bildade Frankie Boyle och Ivo Graham respektive Jenny Eclair, Kiell Smith-Bynoe och Mae Martin lag. Det sista avsnittet slutade oavgjort mellan Jenny Eclair och Mae Martin, och avsnittets vinnare avgjordes med "tiebreak", en tävling där resultatet mellan de två avgjorde ställningen.
| Avsnitt | Titel                           | Frankie Boyle | Ivo Graham | Jenny Eclair | Kiell Smith-Bynoe | Mae Martin |
| ------- | ------------------------------- | ------------- | ---------- | ------------ | ----------------- | ---------- |
| 1       | The curse of politeness.        | 12            | 9          | 16           | 15                | 19         |
| 2       | Trapped in a loveless marriage. | 16            | 17         | 15           | 14                | 16         |
| 3       | I love to squander promise.     | 16            | 21         | 20           | 9                 | 14         |
| 4       | How heavy is the water?         | 12            | 7          | 15           | 13                | 10         |
| 5       | Old Honkfoot.                   | 13            | 9          | 22           | 25                | 28         |
| 6       | It's my milk now.               | 18            | 14         | 7            | 12                | 21         |
| 7       | Schrodinger's egg.              | 17            | 14         | 11           | 20                | 15         |
| 8       | 100% Bosco.                     | 16            | 12         | 16           | 20                | 18         |
| 9       | A show about pedantry.          | 20            | 16         | 12           | 21                | 15         |
| 10      | A yardstick for failure.        | 10            | 12         | 18           | 9                 | 18         |
|         | Totalt                          | 150           | 131        | 152          | 158               | 174        |

### Säsong 16
Säsong 16 började sändas 21 september 2023 på TV-kanalen Channel 4. Deltagarna var:
- Julian Clary
- Lucy Beaumont
- Sam Campbell
- Sue Perkins
- Susan Wokoma

I lagtävlingarna bildade Julian Clary, Lucy Beaumont och Sam Campbell ett lag och Sue Perkins och Susan Wokoma det andra.
| Avsnitt | Titel                    | Julian Clary | Lucy Beaumont | Sam Campbell | Sue Perkins | Susan Wokoma |
| ------- | ------------------------ | ------------ | ------------- | ------------ | ----------- | ------------ |
| 1       | The natural friends      | 19           | 13            | 21           | 13          | 14           |
| 2       | Hell is here             | 16           | 10            | 12           | 19          | 19           |
| 3       | Languidly                | 19           | 17            | 24           | 10          | 6            |
| 4       | Dynamite chicks          | 17           | 18            | 17           | 18          | 11           |
| 5       | Skateboard division      | 15           | 7             | 14           | 12          | 13           |
| 6       | Brother Alex             | 9            | 20            | 18           | 17          | 17           |
| 7       | I'm off to find a robin  | 13           | 14            | 14           | 6           | 12           |
| 8       | Never packed a boot      | 15           | 7             | 15           | 11          | 17           |
| 9       | Fagin at the disco       | 15           | 9             | 10           | 20          | 14           |
| 10      | Always forks and marbles | 17           | 14            | 16           | 11          | 16           |
|         | Totalt                   | 155          | 129           | 161          | 137         | 139          |

1. 1 2  Två deltagare med samma poäng efter avsnittets sist uppdrag. Vinnare utsågs med hjälp av tiebreak.

### New Years Treat (2024)
År 2024:as New Years treat var det fjärde nyårsspecialavsnittet. Det visades 2 january 2024 på Channel 4, och fick underrubriken Huh?. Deltagarna var Deborah Meaden, Kojey Radical, Lenny Rush, Steve Backshall och Zoe Ball. Avsnittet vanns av Lenny Rush.
| Uppdrag | Uppdragsbeskrivning | Deborah Meaden | Kojey Radical | Lenny Rush | Steve Backshall | Zoe Ball |
| ------- | --- | -------------- | ------------- | ---------- | --------------- | -------- |
| 1       | Prisuppgift: Den roligaste saken att bära med sig när man går in i rum fullt med folk man inte känner. | 1              | 5             | 5          | 3               | 2        |
| 2       | Ät upp pappadam-bröden. Efter varje munfull, sluta använda valfri bokstav i alfabetet, och ge Greg en komplimang eller förolämpa Alex. Komplimangerna och förolämpningarna måste alla vara olika. För varje gång en bortvald bokstav används adderas 10 gram till pappadam-bröden. | 5              | 1             | 2          | 4               | 3        |
| 3       | Rita ett självportätt på surfplattan samtidgt som du äter en frukt. Det är inte tillåtet att röra pekskärmen med någon del av händerna. Dessutom måste du bli argare och argare under uppdraget.                                                                                   | 1              | 5             | 3          | 2               | 4        |
| 4       | Få samtliga dessa saker att poppa när tiden tickat ner till noll. | 3              | 2             | 4          | 5               | 1        |
| 5       | Live: Gissa om föremålet kan passera hålet, eller inte. Om du får rätt blir du av med ett ägg. | 3              | 1             | 5          | 4               | 3        |
|         | Totalt | 13             | 14            | 19         | 18              | 13       |

### Testarnas mästare 2024
För tredje gången gjordes ett specialavsnitt där fem tidigare vinnare gör upp om titeln Testarnas mästare, i original Champion of Champions, mellan vinnarna i säsongerna 11–15. Tävlade gjorde Dara Ó Briain, Kiell Smith-Bynoe, Morgana Robinson, Sarah Kendall och Sophie Duker. Kiell Smith-Bynoe kom på andra plats i säspng 15, men ersatte vinnaren Mae Martin, som inte var tillgänglig när inspelningen gjordes. Avsnittet fick underrubriken Spider in my pocket och sändes 14 januari 2024. Segrade gjorde Dara Ó Briain.
| Uppdrag | Uppdragsbeskrivning | Dara Ó Briain | Kiell Smith-Bynoe | Morgana Robinson | Sarah Kendall | Sophie Duker |
| ------- | --- | ------------- | ----------------- | ---------------- | ------------- | ------------ |
| S       | Gör huvudrollen i scen där du blir jagad av Alex. | 0             | 0                 | 0                | 0             | 0            |
| 1       | Prisuppgift: Den bästa sak du skulle önska om du fick en önskan uppfylld av anden i flaskan. | 3             | 4                 | 5                | 1             | 2            |
| 2       | Var den bästa servitören. Du måste servera Alex all mat, med dukningen, på brickan. Om något tappas eller spills måste du klappa i en mut elle bli diskad. Det är inte tillåtet att springa.                                                                | 4             | DQ                | DQ               | 3             | 5            |
| 3       | Ge dig själv ett handikapp inför nästa uppgift. | 3             | 5                 | 5                | 3             | 3            |
| 3       | Placera din hatt på Taskmasterns huvud från så långt avstånd som möjligt. | 5             | 4                 | 1                | 2             | 3            |
| 4       | Gör något riktigt korkat. Det är inte tillåtet att göra dig själv eller andra illa. | 4             | 1                 | 5                | 2             | 3            |
| 5       | Live: Säg inte Taskasterns favoritsak. Alex kommer ange en kategori. En itaget ska ropa ut en sak i den kategorin inom två sekunder efter föregående person. Den som tvekar, upprepar, gör ett misstag eller råka säga Taskmasterns favoritsak är utslagen. | 3             | 1                 | 2                | 4             | 5            |
|         | Totalt | 22            | 15                | 18               | 15            | 21           |

### Säsong 17
Säsong 17 visades på Channel 4 med början 28 mars 2024 i Storbritannien, med de tävlande:
- Joanne McNally
- John Robins
- Nick Mohammed
- Sophie Willan
- Steve Pemberton

I lagtävlingarna bildade Joanne McNally, John Robins och Sophie Willan ett lag och Nick Mohammed med Steve Pemberton det andra.
| Avsnitt | Titel                     | Joanne McNally | John Robins | Nick Mohammed | Sophie Willan | Steve Pemberton |
| ------- | ------------------------- | -------------- | ----------- | ------------- | ------------- | --------------- |
| 1       | Grappling with my life    | 18             | 18          | 10            | 8             | 18              |
| 2       | Jumungo                   | 20             | 17          | 14            | 17            | 21              |
| 3       | Some impropriety?         | 18             | 22          | 10            | 9             | 17              |
| 4       | Apropos of Apoppo         | 17             | 18          | 13            | 14            | 12              |
| 5       | Snooker cue umbrella chin | 12             | 20          | 15            | 16            | 14              |
| 6       | A three ring man          | 20             | 18          | 10            | 19            | 16              |
| 7       | Dream date territory      | 13             | 18          | 19            | 16            | 8               |
| 8       | The umbrella wink         | 17             | 22          | 15            | 14            | 17              |
| 9       | Assistantbury             | 19             | 21          | 14            | 10            | 14              |
| 10      | Ambience and information  | 17             | 18          | 11            | 21            | 16              |
|         | Totalt                    | 171            | 192         | 131           | 144           | 153             |

1. ↑  Flera deltagare med samma poäng efter avsnittets sist uppdrag. Vinnare utsågs med hjälp av tiebreak.

### Säsong 18
Säsong 18 visades på Channel 4 med början 12 september 2024 i Storbritannien, med de tävlande:
- Andy Zaltzman
- Babátúndé Aléshé
- Emma Sidi
- Jack Dee
- Rosie Jones

I lagtävlingarna bildade Andy Zaltzman, Babátúndé Aléshé och Emma Sidi ett lag och Jack Dee med Rosie Jones det andra.
| Avsnitt | Titel                             | Andy Zaltzman | Babátúndé Aléshé | Emma Sidi | Jack Dee | Rosie Jones |
| ------- | --------------------------------- | ------------- | ---------------- | --------- | -------- | ----------- |
| 1       | The faceless facilitators         | 9             | 9                | 13        | 16       | 17          |
| 2       | ...and then a detective comes in  | 12            | 13               | 16        | 20       | 15          |
| 3       | The gangsters of the sea          | 21            | 18               | 13        | 17       | 14          |
| 4       | I'm a girl who likes a clean line | 18            | 22               | 14        | 12       | 13          |
| 5       | Big stupid things                 | 13            | 15               | 19        | 19       | 12          |
| 6       | A dance as old as time itself     | 18            | 13               | 8         | 17       | 10          |
| 7       | Captain Jackie and the hotdog     | 16            | 15               | 22        | 10       | 12          |
| 8       | The nexus of truth                | 19            | 14               | 9         | 17       | 17          |
| 9       | The cockle children               | 20            | 18               | 21        | 15       | 13          |
| 10      | Le goose                          | 14            | 10               | 17        | 14       | 14          |
|         | Totalt                            | 160           | 147              | 152       | 157      | 137         |

### Säsong 19
Säsong 19 har tio avsnitt och visades i April med de tävlande Fatiha El-Ghorri, Jason Mantzoukas, Mathew Baynton, Rosie Ramsey, och Stevie Martin.